# Eidgenössische Volksinitiative «für die Wahl des Bundesrates durch das Volk und die Erhöhung der Mitgliederzahl»
| Stimmberechtigte                     | Stimmberechtigte |
| ------------------------------------ | ---------------- |
| Total Stimmberechtigte               | 1'278'688        |
| Stimmbeteiligung                     |                  |
| Eingelangte Stimmzettel              | 792'424          |
| Stimmbeteiligung                     | 61,92 %          |
| Ausser Betracht fallende Stimmzettel |                  |
| Leere Stimmzettel                    | 13'381           |
| Ungültige Stimmzettel                | 3'311            |
| In Betracht fallende Stimmzettel     |                  |
| Gültige Stimmzettel                  | 775'732          |
| Ja-Stimmen                           | 251'605 (32,4 %) |
| Nein-Stimmen                         | 524'127 (67,6 %) |
| Annehmende Stände                    | 0                |
| Verwerfende Stände                   | 19 6/2           |

Die eidgenössische Volksinitiative «für die Wahl des Bundesrates durch das Volk und die Erhöhung der Mitgliederzahl» war eine Volksinitiative, über die am 25. Januar 1942 abgestimmt wurde. Sie wurde von der Sozialdemokratischen Partei lanciert und wurde mit 157'081 gültigen Unterschriften von Schweizer Stimmbürgern am 29. Juli 1939 eingereicht. Sie forderte die Erhöhung der Mitgliederzahl des Bundesrates von sieben auf neun sowie die Proporzwahl des Bundesrates durch das Volk.
Die Wahl des Bundesrates durch das Volk wurde ebenfalls in Volkswahlen 1900 mit 65,0 % und 2013 mit 76,3 % Nein-Stimmen abgelehnt.

## Initiativtext
Die Bundesverfassung wird wie folgt geändert:
Art. 95
Die oberste vollziehende und leitende Behörde der Eidgenossenschaft ist ein Bundesrat, der aus neun Mitgliedern besteht.
Die Mitglieder des Bundesrates werden von den stimmberechtigten Schweizerbürgern jeweils am Tage der Nationalratswahlen auf die Dauer von vier Jahren, mit Amtsantritt am folgenden 1. Januar, gewählt.
Wahlfähig ist jeder in den Nationalrat wählbare Schweizerbürger, der von mindestens 30'000 Stimmberechtigten unterschriftlich zur Wahl vorgeschlagen wird. Es darf jedoch aus keinem Kanton mehr als ein Bundesrat gewählt werden. Die Wahl erfolgt in einem die ganze Schweiz umfassenden Wahlkreis.
Art. 96
Bei der Wahl des Bundesrates sind die politischen Richtungen und die Sprachgebiete der Schweiz angemessen zu berücksichtigen. Wenigstens drei Mitglieder müssen den Französisch, Italienisch und Romanisch sprechenden Teilen, wenigstens fünf den Deutsch sprechenden Teilen der Schweiz angehören.
Ersatzwahlen sind, falls die Gesamterneuerung nicht innert sechs Monaten bevorsteht, unverzüglich durchzuführen.
Art. 96bis
Die Bundesgesetzgebung trifft die nähern Bestimmungen über die Ausführung der in Art. 95 und 96 aufgestellten Grundsätze.